# Kevin Sussman
Kevin Sussman (* 4. prosince 1970, Staten Island, New York, New York, USA) je americký herec. Známý je především svou rolí Stuarta Blooma v sitcomu CBS Teorie velkého třesku. Počínaje šestou sezónou Teorie velkého třesku byl povýšen do jedné z hlavních rolí seriálu.

## Mládí
Sussman je jedním ze čtyř bratrů, narodil se židovským rodičům. Rok studoval na College of Staten Island a poté vystudoval Americkou akademii dramatických umění na Manhattanu. Později čtyři roky studoval u učitele herectví Uta Hagena.

## Kariéra
V roce 1999 debutoval ve filmu Liberty Heights jako Alan Josef Zuckerman.
Mezi lety 2009–2019 hrál postavu Stuarta Blooma v Teorii velkého třesku.

## Filmografie

### Film
| Rok  | Název                           | Role                      |
| ---- | ------------------------------- | ------------------------- |
| 1999 | Nespoutaná volnost              | Alan Josef Zuckerman      |
| 2000 | Na pokraji slávy                | Lenny                     |
| 2001 | Léto k nepřežití                | Steve                     |
| 2001 | Líbat Jessicu Steinovou         | Muž s kalkulačkou         |
| 2001 | A.I. Umělá inteligence          | Šprt                      |
| 2002 | Samá voda                       | James                     |
| 2002 | Threads                         | Caesar                    |
| 2002 | Incident                        | Tyler Cohen               |
| 2002 | Holka na roztrhání              | Barry Lowenstein          |
| 2004 | Malá černá skříňka              | Ira                       |
| 2005 | Hitch                           | Neil                      |
| 2006 | The Wedding Album               | Oswald                    |
| 2006 | Veselý prachy                   | Denis Slater              |
| 2006 | Ira & Abby                      | Lenny                     |
| 2006 | Nominace na Oscara              | Obchodní ředitel          |
| 2007 | Holky jsou fajn, ale pes je pes | Ras                       |
| 2008 | Sincerely, Ted L. Nancy         | Ted                       |
| 2008 | Jak ukrást nevěstu              | Muž v kraťasech           |
| 2008 | Nakažení smrtí                  | Dave                      |
| 2008 | Po přečtení spalte              | muž                       |
| 2009 | Zažít Woodstock                 | Stan                      |
| 2010 | Vrahouni                        | Mac Bailey                |
| 2010 | Alfa a Omega                    | Shakey                    |
| 2011 | Freeloaders                     | Benedict 'Benny' Vicvikis |
| 2012 | 2nd Serve                       | Scott Belcher/O. C. D.    |

### Televize
| Rok       | Název                                | Role               | Poznámky                                                                |
| --------- | ------------------------------------ | ------------------ | ----------------------------------------------------------------------- |
| 1996      | Zákon a pořádek                      | Joe                | díl: „Custody“                                                          |
| 1998      | Ghost Stories                        | Joey Howell        | díl: „It's Only a Movie“                                                |
| 1999      | Třetí hlídka                         | Muž                | díl: „History of the World“                                             |
| 2000      | Rodina Sopránů                       | Kevin              | díl: „Přijde chlap k psychiatrovi“                                      |
| 2003      | Zákon a pořádek: Zločinné úmysly     | Phil Hobart        | díl: „Mrknutím oka“                                                     |
| 2004      | Pohotovost                           | Colin              | 2 díly                                                                  |
| 2006–2007 | Ošklivka Betty                       | Walter             | hlavní role (1. řada), 16 dílů                                          |
| 2007–2008 | Jmenuju se Earl                      | Dwayne             | 2 díly                                                                  |
| 2008      | Kriminálka Las Vegas                 | Don                | díl: „Dvě a půl smrti“                                                  |
| 2008      | The MiddleMan                        | Ivan Avi/Palindrom | díl: „The Palindrome Reversal Palindrome“                               |
| 2009–2019 | Teorie velkého třesku                | Stuart Bloom       | vedlejší role (2.–5., 7. řada), hlavní role (6. a 8.–12. řada), 72 dílů |
| 2010      | Mentalista                           | Phil Redmond       | díl: „Rose-Colored Glasses“                                             |
| 2010      | Polda a polda                        | Skeeter            | 2 díly                                                                  |
| 2010      | Childrens Hospital                   | Daffy Giraffy      | 1. díl                                                                  |
| 2012      | Tráva                                | Terry              | 3 díly                                                                  |
| 2015      | Léto k nepřežití: První den v táboře | Steve              | 3 díly                                                                  |